# Aphistogoniulus sakalava
Aphistogoniulus sakalava är en mångfotingart som först beskrevs av Henri Saussure och Leo Zehntner 1897.  Aphistogoniulus sakalava ingår i släktet Aphistogoniulus och familjen Pachybolidae. Inga underarter finns listade i Catalogue of Life.